# Senča (čaj)
Senča (煎茶) je vrsta japonskega zelenega čaja rjokuča (緑茶, zeleni čaj), ki se pripravi tako, da se predelani celi čajni listi vlijejo v vročo vodo. To je v nasprotju z matča (抹茶) japonskim zelenim čajem v prahu, kjer se prašek zelenega čaja zmeša z vročo vodo in je zato sam list vključen v pijačo. Senča je najbolj priljubljen čaj na Japonskem.

## Pregled
Med vrstami japonskega zelenega čaja, pripravljenega s poparkom, se senča razlikuje od tako posebnih vrst, kot je gjokuro, po tem, da je zasenčen krajši čas ali sploh ne, ali banča, ki je isti čaj, vendar se obira pozneje v sezoni. To je najbolj priljubljen čaj na Japonskem, saj predstavlja približno 80 odstotkov čaja, proizvedenega v državi.
Okus je odvisen od letnega časa in kraja pridelave, a šinča ali 'novi čaj' iz prvega obiranja v letu velja za najbolj okusnega. Nabiranje čaja na Japonskem se začne na jugu in se postopoma pomika proti severu s spomladansko toploto. Pozimi čajne rastline shranjujejo hranila, nežni novi listi, ki poženejo spomladi, pa vsebujejo koncentrirane hranilne snovi. Šinča predstavlja te nežne nove liste. Sezona, odvisno od regije nasada, traja od začetka aprila do konca maja, natančneje 88. dan po Secubunu, ki običajno pade okoli 4. februarja, dneva, ki se na Japonskem tradicionalno šteje za začetek pomladi. Secubun ali Risšun je začetek šestdesetletnega cikla; zato lahko s pitjem senče uživate leto dobrega zdravja.
Idealna barva napitka senča je zelenkasto zlata barva. Odvisno od temperature vode, v kateri se skuha, bo okus drugačen, kar poveča privlačnost senče. Pri razmeroma bolj zmerni vodi je razmeroma mehek; z vročo vodo je bolj trpek. Nekatere sorte se pri namakanju razširijo in po vonju, videzu in okusu spominjajo na listnato zelenjavo.
Postopek pridelave čaja, po katerem se ustvarita senča in druga rjokuča, se razlikuje od kitajskih zelenih čajev, ki se sprva pražijo v ponvi. Japonski zeleni čaj najprej kuhajo na pari med 15 in 20 sekundami, da preprečijo oksidacijo listov. Nato liste zvijejo, oblikujejo in posušijo. Ta korak ustvari običajno tanko cilindrično obliko čaja. Na koncu so listi razvrščeni in razdeljeni v različne kakovostne skupine.
Začetni korak kuhanja na pari daje razliko v okusu med kitajskim in japonskim zelenim čajem, pri čemer ima japonski zeleni čaj bolj rastlinski, skoraj travnati okus (nekateri imajo okus po morskih algah). Poparki iz senče in drugih zelenih čajev, ki so kuhani na pari (kot večina običajnih japonskih zelenih čajev), so tudi bolj zelene barve in nekoliko bolj grenki kot zeleni čaji v kitajskem slogu.

## Tipi
- Jō Senča (上煎茶), vrhunska senča
- Tokujō Senča (特上煎茶), ekstra vrhunska senča
- Hačidžūhačija Senja (八十八夜煎茶), senja, pobrana po 88 dneh (oziroma nočeh) po začetku pomladi (risšun)
- Kabuse Senča ali kabuseča (かぶせ茶), pokrita senča
- Asamuši (浅蒸し), rahlo dušena senča
- Čumuši (中蒸し), srednje kuhana na pari (30-90 s)
- Fukamuši (深蒸し) ali fukamušiča, globoko dušena senča – 1–2 minuti
- Šinča (新茶) ali ičibanča (一番茶), prva obrana sena v letu [5]

## Šinča
Šinča (新茶), »novi čaj«, predstavlja letino senča prvega meseca. V bistvu je enak ičibanča (一番茶), »prvo obranemu čaju«, zanj sta značilni sveža aroma in sladkost. Ičibanča razlikuje šinčo od nibanča (»drugi obrani čaj«) in sanbanča (»tretji obrani čaj«). Uporaba izraza šinča jasno pove, da je ta čaj najzgodnejši v letu, prvi čaj v sezoni. Nasprotni izraz je koča (古茶) ali »stari čaj«, ki se nanaša na čaj, ki je ostal od prejšnjega leta. Za šinčo je poleg sveže arome mladih listov značilna relativno nizka vsebnost grenkih katehinov in kofeina ter relativno visoka vsebnost aminokislin. Šinča je na voljo le omejen čas. Najzgodnejša serija iz južne Japonske pride na trg od konca aprila do maja. Priljubljen je na Japonskem, vendar je zunaj Japonske na voljo le v omejenih količinah. Cenjen je zaradi visoke vsebnosti vitaminov, sladkosti in travnatega okusa s smolnato aromo in minimalno trpkostjo.

## Kabuseča
Kabuseča (冠茶) je senča, gojena v senci za povečanje aminokislin, kot je teanin, ki prispevajo k njenemu značilnemu okusu. Približno teden dni pred pobiranjem popkov čajnih listov spomladi nasad pokrijejo z zaveso, da preprečijo neposredno sončno svetlobo. To senčenje daje blažji čaj kot standardna senča. Zasenčen čaj, znan kot gjokuro, se od kabuseča razlikuje po tem, da je zasenčen dlje časa: približno 20 dni.
Nad rastlinami so obešene posebne mreže (kabuse), da dobijo naravno senco, ne da bi popolnoma preprečile sončno svetlobo. Kabuseča senča ima mehkejši okus in bolj subtilno barvo kot senča, gojena na neposredni sončni svetlobi.

## Senčadō
Senčadō (煎茶道 'Pot senče') je formalna umetnost uživanja senče. Na splošno vključuje razred gjokuro visokega razreda.